# Ardisia rhynchophylla
Ardisia rhynchophylla är en viveväxtart som beskrevs av C. B. Cl. Ardisia rhynchophylla ingår i släktet Ardisia och familjen viveväxter. Inga underarter finns listade i Catalogue of Life.